# نتبال جهانی
نتبال جهانی (انگلیسی: World Netball) که قبل از این تحت نام فدراسیون بین‌المللی نتبال و فدراسیون بین‌المللی اتحادیه‌های نتبال شناخته می‌شد، نهاد حاکم جهانی بر ورزش نتبال است. فدراسیون جهانی نتبال در سال ۱۹۶۰ ایجاد گردید و مسئول رتبه‌بندی جهانی، مدیریت و کنترل قوانین نتبال و سازماندهی جام جهانی نتبال و ورزش نتبال در بازی‌های کشورهای همسود است.
در ماه ژوئن ۲۰۲۱، فدراسیون جهانی نتبال به‌طور رسمی نام جدید نتبال جهانی را برای خود انتخاب کرد.